# Поход на десетте хиляди гърци
Походът на десетте хиляди e събитие от Античността, подробно описано от Ксенофонт, един от участниците в него, в книгата му „Анабазис“.
„Десетте хиляди“ са група наемници, главно от Древна Гърция, наети от ахеменидския принц Кир Млади, опитващ се да отстрани от трона своя брат Артаксеркс II. Те се придвижват от Йония до Месопотамия, където участват в битката при Кунакса, след което отстъпват на север към бреговете на Черно море.